# Alexei Iwanowitsch Iwanow
Alexei Iwanowitsch Iwanow (russisch Алексей Иванович Иванов, wiss. Transliteration Aleksej Ivanovič Ivanov; geb. 1878; gest. 1937), mit chinesischem Namen Yi Fengge (chinesisch 伊鳳閣, Pinyin Yī Fènggé) war ein russischer Sinologe und Tangutologe.

## Leben und Werk
Er studierte an der Universität St. Petersburg, später hielt er sich ein Jahr im Westen zu einer Studientour in England, Frankreich und Deutschland auf. 1909 verteidigte er seine Arbeit Wang Anshi und seine Reformen. An der Universität St. Petersburg hielt er eine Vorlesungsreihe namens Essays über Konfuzianismus, Buddhismus und Daoismus (Очерки конфуцианства, буддизма и даосизма). Durch das Studium der Manuskripte des Tanguten-Staates Xixia legte er in Russland den Grundstein für die Tangutologie. 1912 veröffentlichte er ein umfangreiches Werk über Han Fei (3. Jahrhundert v. Chr.), dem er eine Übersetzung der Abhandlung Han Feizi beifügte. A. F. Michailow zufolge hielt Iwanow diese Abhandlung von allen antiken Texten als die am wenigsten durch Bearbeitung verfälschte.
Im Sommer 1937 wurde Iwanow während der Großen Säuberung verhaftet und hingerichtet. 1958 wurde er rehabilitiert.

## Schriften
Hauptwerke
- Ван-Ань-Ши и его реформы / Издание Факультета восточных языков ИСПбУ. № 29. — СПб. 1909
- Материалы по китайской философии. Введение: Школа Фа. Хань Фэй-цзы. Перевод / Издание Факультета восточных языков ИСПбУ. № 39. — СПб. 1912

weitere
- 1909. "Из находок П. К. Козлова в г. Хара-хото" [From the finds of P. K. Kozlov at Kharakhoto]; in Izvestiia Imperatorskogo Geograficheskogo obshchestva [Bulletin of the Imperial Geographical Society], vol. XLV pp. * 1911. "Страница из истории Си-ся" [A chapter in the history of Xixia]; in Izvestiia Imperatorskoi Akademii Nauk [Bulletin of the Imperial Academy of Sciences] pp. 831–836.
- 1909. "Zur Kenntniss der Hsi-hsia-Sprache"; in Izvestiia Imperatorskoi Akademii Nauk [Bulletin of the Imperial Academy of Sciences], series VI pp. 1221–1233.
- 1913. "Документы из города Хара-хото" [Documents from Khara-khoto]; in Izvestiia Imperatorskoi Akademii Nauk [Bulletin of the Imperial Academy of Sciences] 463–477.
- 1918. "Памятники тангутского письма" [Tangut manuscripts]; in Izvestiia Rossiiskoi Akademii Nauk [Bulletin of the Russian Academy of Sciences], series VI pp. 1221–1233.
- 1920. "Monuments de l'écriture tangout"; in Journal Asiatique, series XI pp. 107–109.